# Cesca Cufí-Prat
Cesca Cufí-Prat   (Girona, 1993) és una enginyera catalana.
Llicenciada en Enginyeria Aeroespacial per la UPC, va completar els estudis amb un màster a l'ISAE Supaero francès. Des del 2000 treballa a Airbus. És una de les nou científiques catalanes que a través del Projecte Hypatia l'abril del 2023 aniran a un desert d'Utah per estudiar les condicions de Mart des d'un paisatge geològicament similar. En aquest projecte estudiarà l'hàbit d'un organisme unicel·lular intel·ligent.